# Леон Гомон

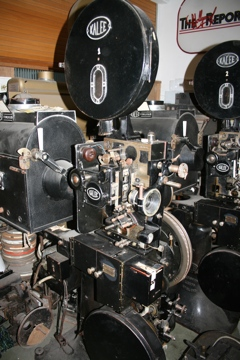
Кінопроєктор Гомона 1930 р. Cinema Museum London

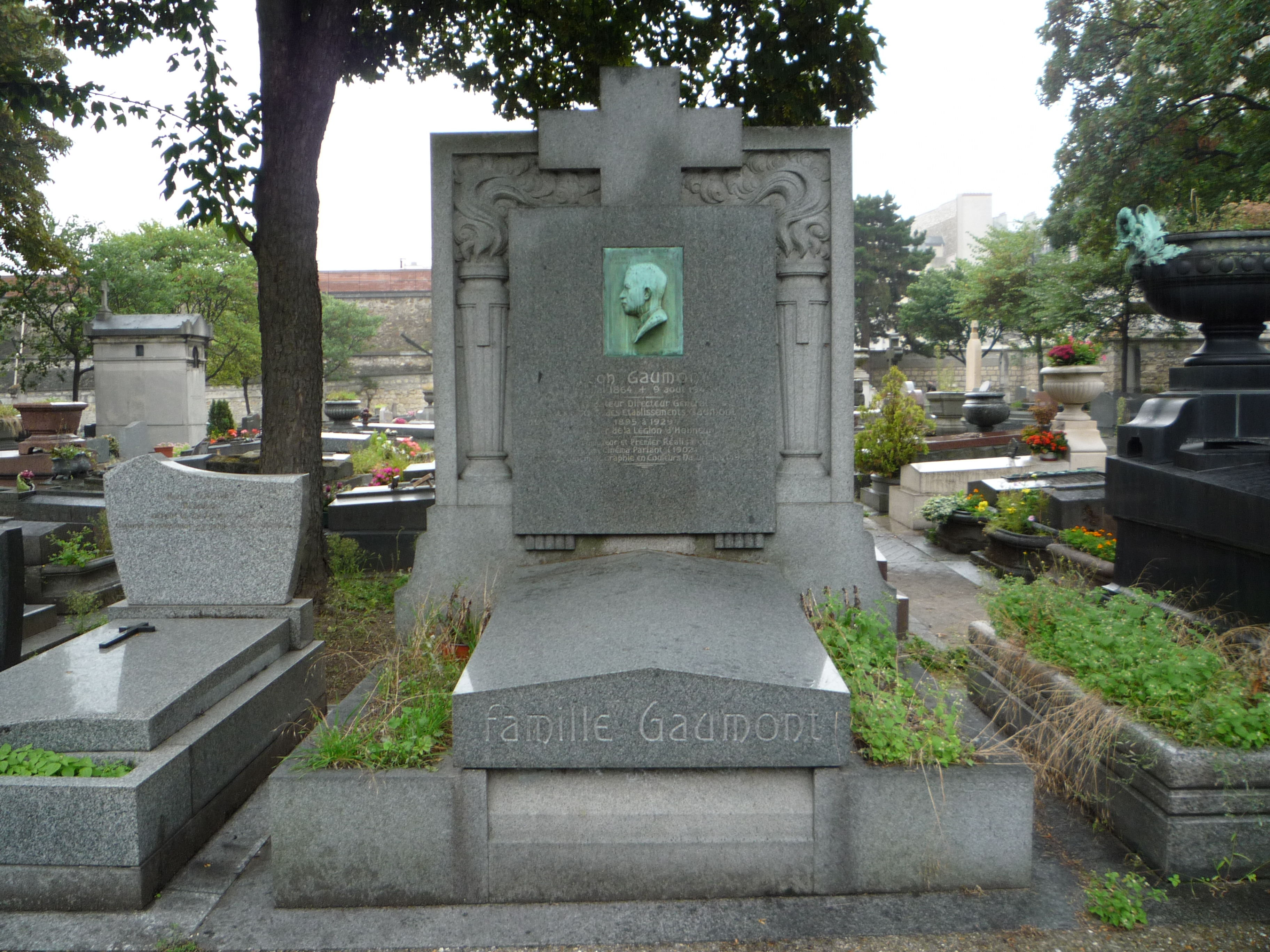
Місце поховання Л. Гомона на цвинтарі Cimetière de Belleville у Парижі

Лео́н Ернест Гомо́н (фр. Léon Ernest Gaumont; 1864–1946) — французький продюсер, підприємець, один з основоположників світового кінематографа.

## Біографія
Леон Ернест Гомон народився 10 травня 1864 року у Парижі. У 1881 році він поступив на Паризькі семінари Жюля Карпантьє, одного з найвідоміших виробників точних інструментів того часу. Почав свою кар'єру з роботи торговцем оптичним устаткуванням. У 1895 році Леон Гомон з компаньйонами, серед яких були Гюстав Ейфель і Жозеф Валло, очолив компанію Comptoire General de la Photographie яка спеціалізувалася на продажі фотоматеріалів і устаткування і створив компанію з випуску фільмів L.Gaumont et Cie. У 1903 році логотипом компанії стала квітка маргаритки на честь матері своєї Маргарити.
Наприкінці 1890-х років Леон Гомон приступає до випуску проєкційних апаратів. Вже у 1896 році він випускає свій перший апарат марки «Хроно», а у 1905 обладнує на одній з вулиць в Бют-Шомон приміщення розміром 45x34, спеціально призначене для зйомок та обладнане найкращою електроапаратурою, яке стало прототипом першої великої кіностудії, що перевершувала підприємства Мельєса в Монтреї і Пате у Венсені. Художнім керівником компанії став Луї Фейяд, який зняв такі фільми, як «Жюдекс», «Фантомас», «Вампіри» та багато інших стрічок.
Починаючи з 1900 року Гомон працює над звуком і кольором. У 1905–1906 роках підприємства Леона Гомона реорганізуються в акціонерне товариство зі статутним капіталом в 2,5 мільйони франків. Цифра досягне 4 мільйонів у 1913 і 10 мільйонів у 1921 роках.
Сконцентрувавши головне ядро промисловості у Франції, Леон Гомон створив складну організацію філіальних відділень в усіх країнах світу, у тому числі в США. У 1910 році на площі Кліші в Парижі на кошти Леона Гомона було побудовано Gaumont-Palace на 3400 місць.
Виходив кіно-журнал «Новини Гомон» та навчальні посібники («Енциклопедія Гомон»).
У 1925 році Леон Гомон підписує угоду з Metro Goldwin Mayer і створює нову компанію — Gaumont Metro Goldwin, яка припинила своє існування у 1928 році.
У 1926 році Леон Гомон разом з Луї Люм'єром став співзасновником та віце-президентом «Технічної школи фотографії і кіно» (фр. École technique de photographie та de cinéma, ETPC) (зараз — Національна вища школа імені Луї Люм'єра), що почала підготовку спеціалістів для роботи у кінематографі.
У 1930 році, з приходом звукового кіно Леон Гомон віддаляється від справ, створивши компанію Gaumont Franco Film Aubert. Компанію Гомона очолив Луї Обер, який у 1930 році об'єднав «Гомон» з компанією «Франко-фільм» (фр. Gaumont Franco Film Aubert). У 1938 році це підприємство було оголошене банкрутом. За підтримки Національного кредитного банку виникає «Нове товариство закладів Гомон» (SNEG).
Леон Гомон помер 10 серпня 1946 року в Сент- Максим (Франція).